# Sacodes leei
Sacodes leei is een keversoort uit de familie moerasweekschilden (Scirtidae). De wetenschappelijke naam van de soort werd in 2004 gepubliceerd door Yoshitomi & Sato.